# Azay-le-Ferron
Azay-le-Ferron is een gemeente in het Franse departement Indre (regio Centre-Val de Loire) en telde op 1 januari 2022 835 inwoners (1016 inw - 2007, 991 inw - 1999). De plaats maakt deel uit van het arrondissement Le Blanc. De gemeente is verbonden met de gemeente Gars am Inn in Duitsland.

## Geografie
De oppervlakte van Azay-le-Ferron bedroeg op 1 januari 2022 60,95 vierkante kilometer; de bevolkingsdichtheid was toen 13,7 inwoners per km².

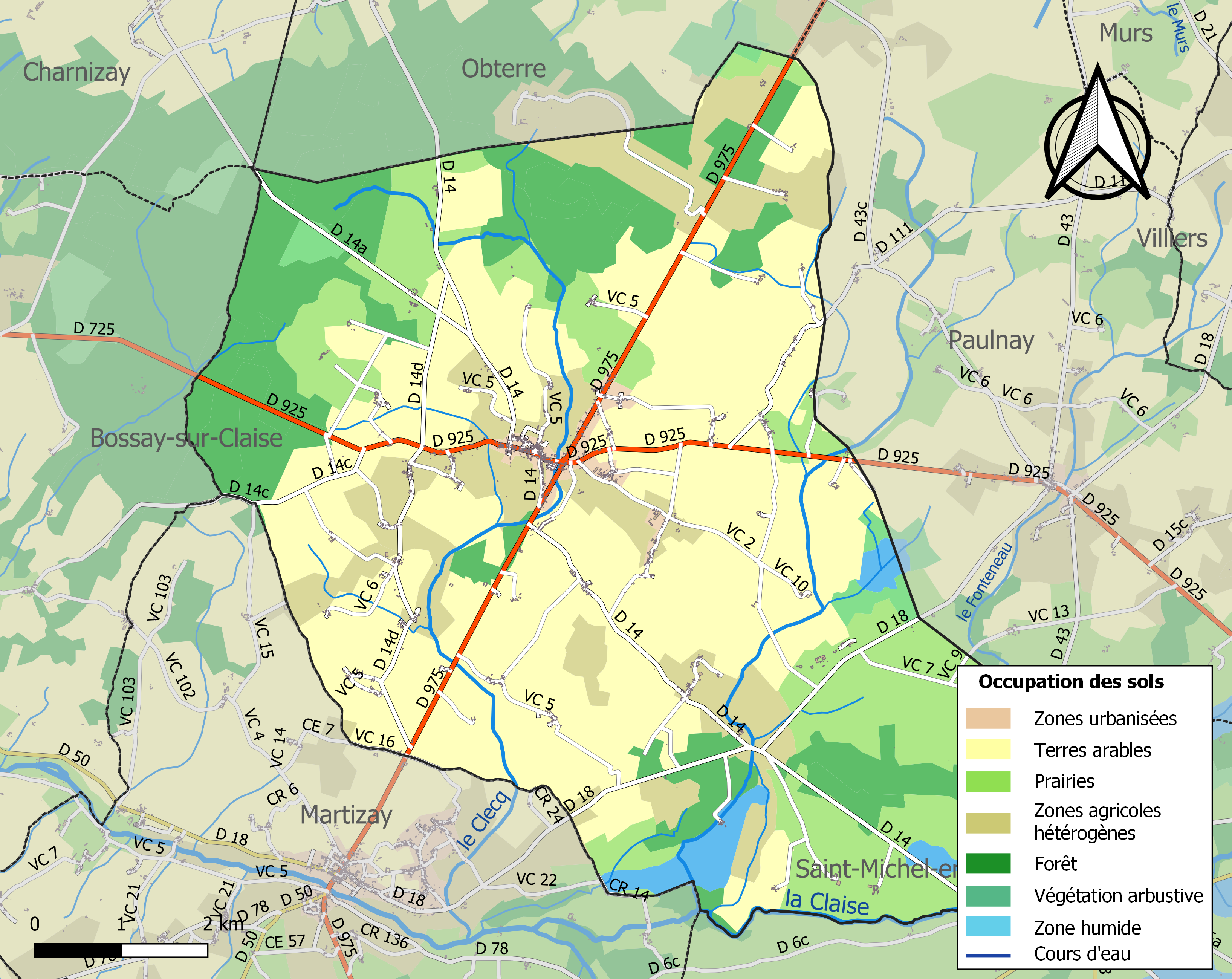
Kaart van de gemeente met belangrijkste infrastructuur, bodemgebruik en omliggende gemeenten

## Bezienswaardigheden
- De gemeente bezit een kasteel uit de 15de eeuw.
- De kerk Saint Nazaire (12de -14de eeuw)

## Demografie
Onderstaande figuur toont het verloop van het inwonertal (bron: INSEE-tellingen).

## Afbeeldingen

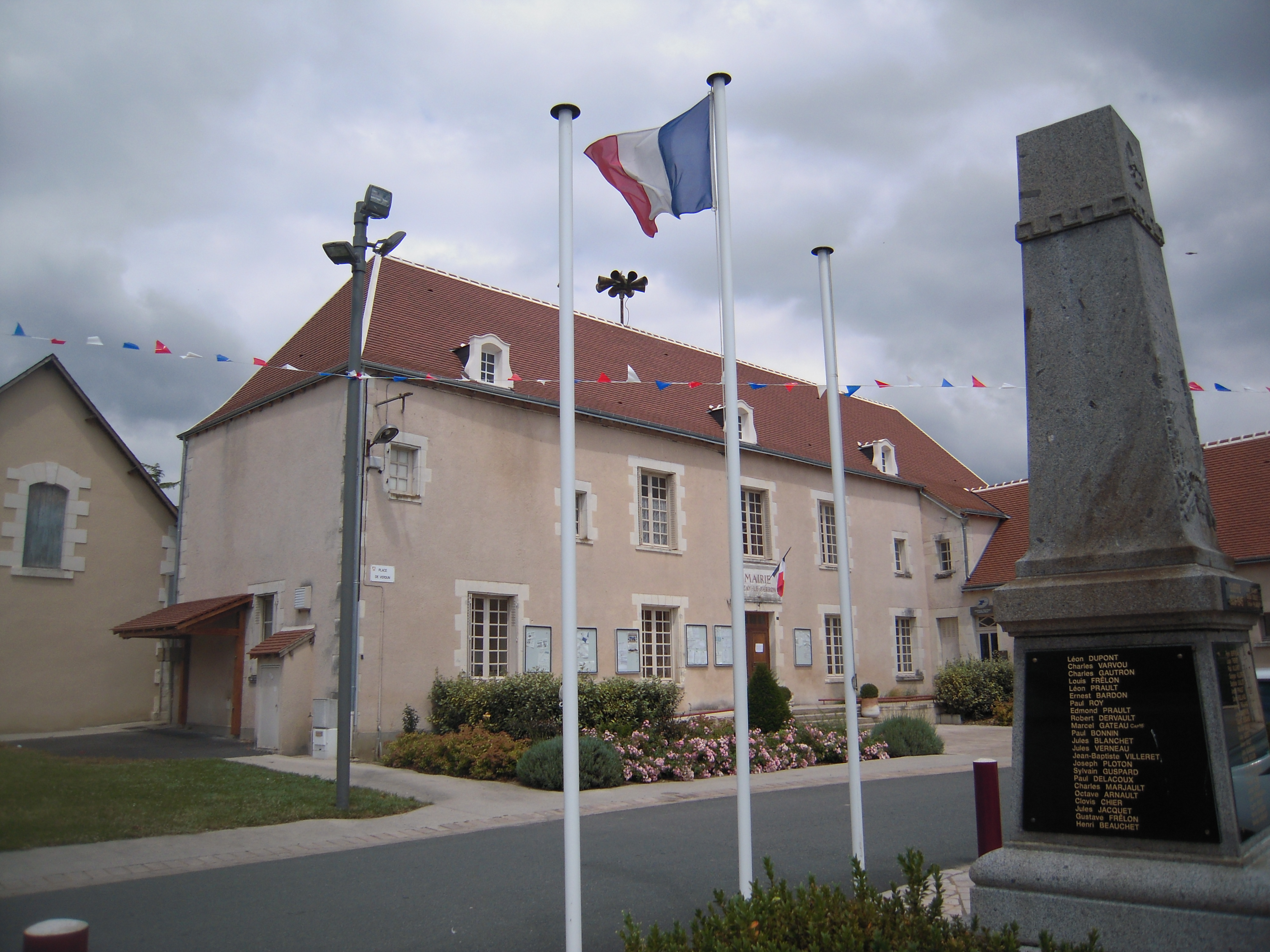
Gemeentehuis
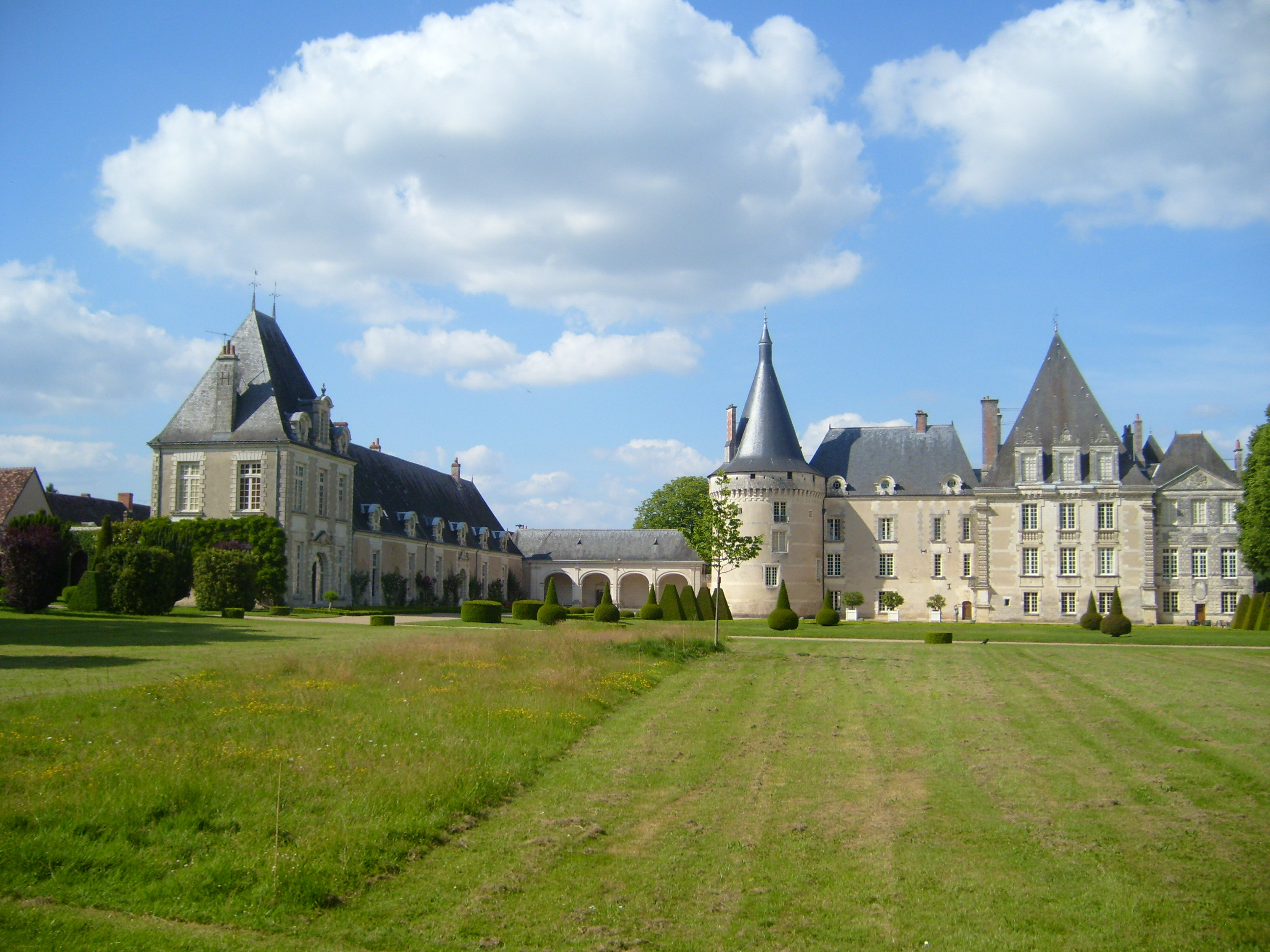
Kasteel
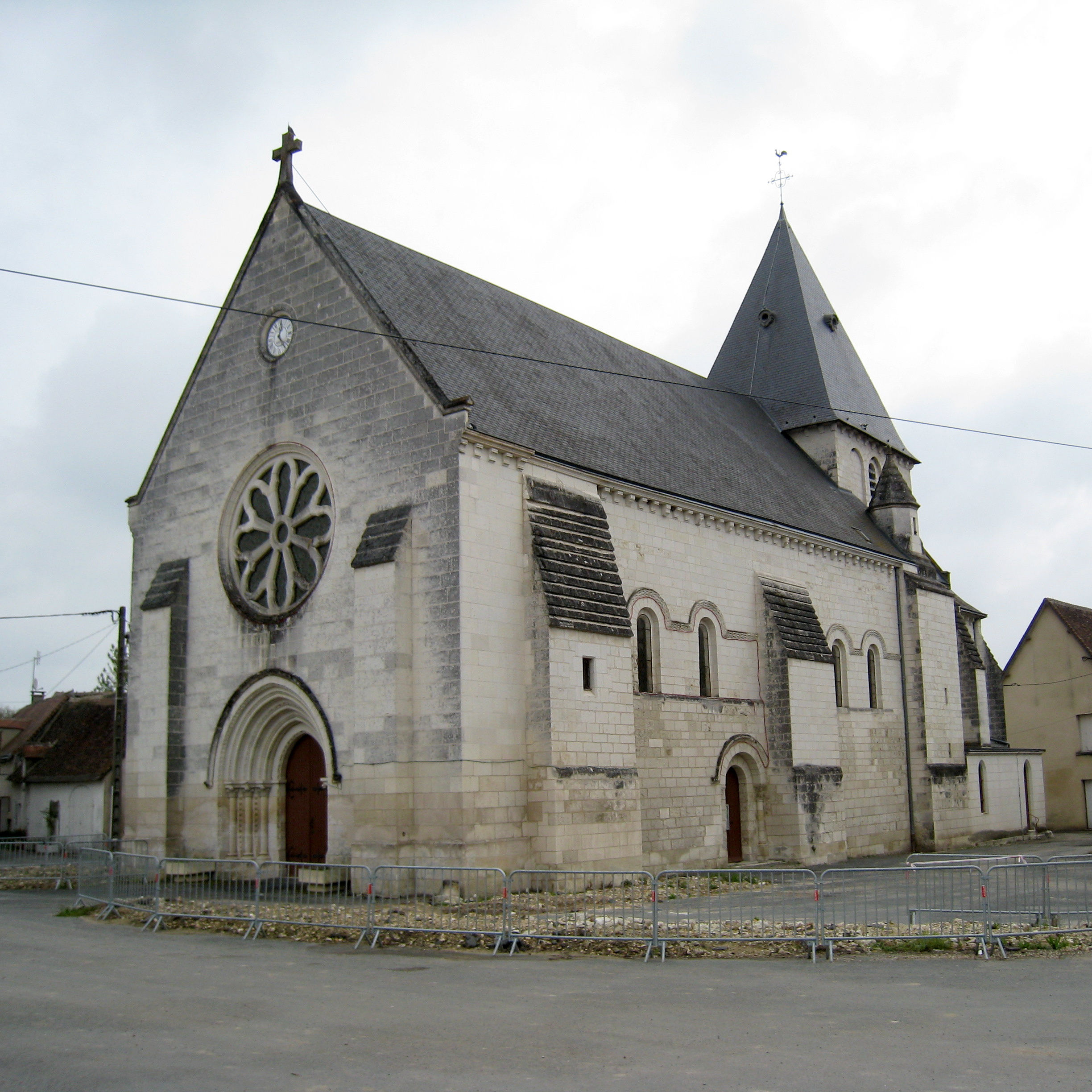
Église Saint-Nazaire